# عبدالله میرزا تیموری
عبدالله میرزا (بعد از ۷۸۹ تا ۱۹ خرداد ۸۳۰ خورشیدی) یک حاکم تیموری با مدت حکومت کوتاه بود که بر سرزمین‌های میان کشورهای امروزی ایران، هند، افغانستان، پاکستان و مناطق میان‌رودان و قفقاز حکم می‌راند.
عبدالله میرزا یکی از اعضای سلسلهٔ تیموری، پسر نوهٔ تیمور لنگ، نوهٔ شاهرخ و پسر ابراهیم سلطان بود. عبدالله میرزا، فرمانروایی فارس را به‌وسیلهٔ پدربزرگش در دست گرفت. پس از مرگ شاهرخ با حکومت و جانشینی پسرعمویش سلطان محمد پسر بای‌سنقر به خطر افتاد و او مجبور شد که فارس را رها کند. به دلیل این‌که او حامی الغ بیگ بود، در زمان حکومت عبداللطیف میرزا زندانی شد. هنگامی که عبداللطیف کشته شد، او نیز آزاد و فرمانروای سمرقند گشت، عبدالله میرزا مجبور بود که برای این‌که نیروهایی از او محافظت کنند به نیروها پول بپردازد. با این وجود او زیاد محبوبیت نداشت.
در طول سلطنت نسبتاً کوتاه وی، شورش‌هایی از جانب برادر سلطان محمد پسر بای‌سنقر، علاءالدوله میرزا پسر بای‌سنقر رخ داد که او را به‌طور جدی تهدید نکرد، اما روابط علاءالدوله و ابوسعید را بهتر کرد. ابوسعید میرزا با پشتیبانی ابوالخیر خان، عبدالله میرزا را شکست داده و او را اعدام کرد و بدین ترتیب حاکم تیموری این امپراتوری گشت.